# Herschel Daugherty
Herschel Daugherty (27 de octubre de 1910-5 de marzo de 1993) fue un director cinematográfico y televisivo, además de actor ocasional, de nacionalidad estadounidense.

## Biografía
Nacido en Lauramie, Indiana, Daugherty dirigió varios episodios de shows televisivos como Gunsmoke (1955), Alfred Hitchcock Presents (1955), Crusader (1955), y Wagon Train (1957). En 1957 ganó uno de los Premios del Sindicato de Directores (junto con Richard Birnie) por su trabajo en General Electric Theater. Daugherty también dirigió diverosos capítulos de Rawhide (1959), Bonanza (1959), El agente de CIPOL (1964), Star Trek: La serie original (1966), El túnel del tiempo (1966), Hawaii Five-O (1968), The Smith Family (1971–72), Emergency! (1972) y The Six Million Dollar Man (1974). La mayor parte de su trabajo cinematográfico interpretativo no se reflejó en los créditos.
Herschel Daughterty falleció en 1993 en Encinitas, California, a los 82 años de edad.